# 日本國鐵D52型蒸汽機車
D52型蒸汽机车是日本国铁在第二次世界大战后期所研制的一款干线货运蒸汽机车。

## 历史
在第二次世界大战期间，日本国内的货运量大增。因此需要更大功率的貨運蒸汽機車，D52型蒸汽机车就是在这样的情况下诞生。D52型蒸汽机车是在D51型蒸汽机车基础上的改进，是日本鐵路史上最大功率的貨運蒸汽機車。
当时计划生产492台D52型蒸汽机车，但因为日本战败，到1946年停产时，仅生产了285台机车。1948年到1949年间，有49台D52型蒸汽机车被改造为日本国铁C62型蒸汽机车。1950年到1951年间，有20台D52型蒸汽机车被改造为日本国铁D62型蒸汽机车。
D52型蒸汽机车最后一次运行是在1972年12月24日，第202号机车也成了最后一台运行的D52型蒸汽机车。

## 现存车辆
大部分D52型蒸汽机车退役后被拆解。目前有7台D52型蒸汽机车被静态保存着，其中以神奈川和静冈县两地的保存数量较多。
- D52 1 -广岛市东区日本貨物铁道（JR货物）广岛车辆所（准铁道纪念物）
- D52 70 -神奈川县足柄上郡山北町山北町铁路公园（山北车站前）
- D52 72 -静冈县御殿场市御殿场车站前鸠鸠广场
- D52 136 -静冈县沼津市高泽公园
- D52 235（138）-神奈川县相模原市鹿沼公园
- D52 403 -神奈川县平塚市的文化中心
- D52 468 -京都下京区梅小路蒸汽机車館（准铁道纪念物）[2]